# Uszkowce
Uszkowce – wieś w Polsce, w województwie podkarpackim, w powiecie lubaczowskim, w gminie Oleszyce, w sołectwie Stare Oleszyce.
Do 2023 miejscowość była przysiółkiem wsi Stare Oleszyce.
W latach 1975–1998 przysiółek był położony w województwie przemyskim.
Przysiółek znajduje się przy drodze do Starego Dzikowa. Przysiółek obejmuje 44 domów.
Wierni Kościoła rzymskokatolickiego należą do parafii Narodzenia Najświętszej Maryi Panny w Oleszycach.